# 猫家话
猫家话（"Maojiahua"或"Au-ka"）是中国苗族的一种語言。它被中国湖南省西部的邵陽地區和懷化地區，以及广西壮族自治区北部部分地區的青衣苗族使用。使用人口大多集中於湖南的城步苗族自治縣、綏寧縣、武岡縣、新寧縣等地，以及廣西龍勝各族自治縣、資源縣等地，因湖南城步的苗族人自稱“貓家”（Au-ka），故稱之“貓家話”。现被约有20万人左右使用（1991年），大部分苗语使用者没特别学习之前，听不懂猫家话。
貓家話吸收了大量漢語詞彙，被一些學者認為是一種漢語方言（《中國語言學大辭典》中條目）。其他一些學者則認為貓家話仍屬於苗瑤語系的苗語支，例如民族语将猫家话归入苗语湘西方言东部土语。或者，貓家話也可被當作一種苗-漢混合語言。

## 語言特徵
貓家話的語音的特點包括，古漢語中的全濁聲母，現在仍讀濁音，重唇音輕唇音不區分、以及舌頭音、舌上音不區分，均讀舌中間音等。貓家話的聲調共有七個，包括陰平、陽平、陰上、陽上、陰去、陽去陽入合一、次獨上和陰上合一。

## 人口结构
猫家话由湖南省西南部城步苗族自治县、绥宁县、武冈市和绥宁县以及广西北部资源县和龙胜各族自治县的20万奥卡苗族族群使用。
据陈其光(2013:32)，“猫家话”(mau˥ka˥)也称“青衣苗语”，主要分布在湖南城步苗族自治县、绥宁、武冈、龙胜和资源等县，共有约12万使用者。权威方言是城步苗族自治县羊石乡信塘村方言。Li (2004)涵盖了几种不同的青衣苗方言。

## 词汇
下面选出了城步苗族自治县五团镇青衣苗方言一些非汉来源词汇(Li 2004)。
| 词义   | 青衣苗               |
| ------ | -------------------- |
| 吃     | y˨˩                  |
| 油     | lu˥˨                 |
| 肉     | nai˦                 |
| 猪     | te˥                  |
| 小     | nɑ˥                  |
| 孩子   | nɑŋ˥li˧˨             |
| 鼻子   | pi˥˨haŋ˨˩˧           |
| 蜘蛛   | kiou˥ɕi˥             |
| 臭虫   | pie˥                 |
| 星星   | se˥le˧˨              |
| 灰尘   | tʰoŋ˥din˦            |
| 这     | ko˨˩                 |
| 那     | mi˦                  |
| 一     | ɑ˦                   |
| 稠     | no˥˨                 |
| 密     | nin˨˩˧               |
| 蚯蚓   | din˨˩kai˧˨           |
| 丝瓜   | se˧˨tai˥kuɑ˥         |
| 婴幼儿 | naŋ˥le˧˨             |
| 外地人 | lai˥˨tɕie˨˩˧ŋ˦       |
| 儿子   | naŋ˥li˧˨、naŋ˥tsai˧˨ |
| 吐     | ia˥˨                 |
| 女阴   | tsɨ˥                 |
| 做     | niɑŋ˥˨               |
| 屎     | kai˨˩˧               |
| 蹲     | nioŋ˥                |
| 凹     | mie˨˩                |
| 廋     | tse˥                 |